# Ronny Ackermann
Ronny Ackermann (Bad Salzungen, RDA, 16 de mayo de 1977) es un deportista alemán que compitió en esquí en la modalidad de combinada nórdica.
Participó en tres Juegos Olímpicos de Invierno, entre los años 1998 y 2006, obteniendo en total tres medallas de plata, dos en Salt Lake City 2002, en el trampolín grande + 7,5 km y la prueba por equipo (junto con Björn Kircheisen, Georg Hettich y Marcel Höhlig), y una en Turín 2006, en la prueba por equipo (con Björn Kircheisen, Georg Hettich y Jens Gaiser).
Ganó diez medallas en el Campeonato Mundial de Esquí Nórdico entre los años 2001 y 2009.

## Palmarés internacional
| Juegos Olímpicos   | Juegos Olímpicos                | Juegos Olímpicos  | Juegos Olímpicos         |
| Año                | Lugar                           | Medalla           | Prueba                   |
| ------------------ | ------------------------------- | ----------------- | ------------------------ |
| 2002               | Salt Lake City (Estados Unidos) | Medalla de plata  | TG + 7,5 km individual   |
| 2002               | Salt Lake City (Estados Unidos) | Medalla de plata  | TN + 4 × 5 km por equipo |
| 2006               | Turín (Italia)                  | Medalla de plata  | TN + 4 × 5 km por equipo |
| Campeonato Mundial |                                 |                   |                          |
| Año                | Lugar                           | Medalla           | Prueba                   |
| 2001               | Lahti (Finlandia)               | Medalla de bronce | TG + 7,5 km individual   |
| 2003               | Val di Fiemme (Italia)          | Medalla de oro    | TN + 15 km individual    |
| 2003               | Val di Fiemme (Italia)          | Medalla de plata  | TG + 7,5 km individual   |
| 2003               | Val di Fiemme (Italia)          | Medalla de plata  | TN + 4 × 5 km por equipo |
| 2005               | Oberstdorf (Alemania)           | Medalla de oro    | TN + 15 km individual    |
| 2005               | Oberstdorf (Alemania)           | Medalla de oro    | TG + 7,5 km individual   |
| 2005               | Oberstdorf (Alemania)           | Medalla de plata  | TN + 4 × 5 km por equipo |
| 2007               | Sapporo (Japón)                 | Medalla de oro    | TN + 15 km individual    |
| 2007               | Sapporo (Japón)                 | Medalla de plata  | TN + 4 × 5 km por equipo |
| 2009               | Liberec (República Checa)       | Medalla de plata  | TN + 4 × 5 km por equipo |